# Krycí jména
Krycí jména jsou desková párty hra českého autora Vladimíra Chvátila vydaná v roce 2015 českým vydavatelstvím Czech Games Edition. Jde o hru založenou na slovních asociacích určenou pro dva týmy o dvou a více hráčích. Hra získala celkem 38 nominací na nejrůznější ocenění, přičemž 29 těchto cen vyhrála. Včetně německé ceny Spiel des Jahres v hlavní kategorii (tato německá cena je v deskoherní komunitě ekvivalentem filmových Oscarů). Krycí jména jsou za celou dobu udílení této ceny jedinou původní českou hrou, která Spiel des Jahres získala (cena se udílí od roku 1979).
Krycí jména se dočkala vřelého přijetí nejen u deskoherních recenzentů a influencerů, ale také u samotných hráčů. Hra byla do dnešní doby přeložena do 46 jazyků a prodalo se jí více než 12 000 000 kusů, což ji řadí mezi nejlépe prodávané deskové hry světa. 
Postupně vzniklo několik dalších verzí hry –⁠ Krycí jména: Obrázky, Duet a několik licencovaných verzí na motivy populárních značek (jako Disney, Marvel, Simpsonovi nebo Harry Potter).

## Herní princip
Na stole leží 25 kartiček se slovy (v mřížce 5x5). Hráči se rozdělí do dvou týmů a pro každý tým zvolí jednoho hlavního špióna. Oba špióni mají před sebou společnou kartičku, s jejíž pomocí vidí identitu jednotlivých slov (slova mohou představovat agenty jednotlivých týmů, náhodné kolemjdoucí nebo nájemného vraha). Týmy se střídají v tazích. 
V každém týmu dá hlavní špión svému týmu jednoslovnou nápovědu, ke které připojí číslo. Toto číslo spoluhráčům napovídá, ke kolika slovům na stole se daná nápověda váže (například “strom 3” znamená, že hráči hledají 3 slova svým významem spojená se slovem strom). Zbytek týmu se snaží napovídaná slova uhádnout, přičemž se mezi sebou mohou volně dohadovat (naopak hlavní špióni nesmí dále nic říkat, ani naznačovat). 
Dokud se týmu daří kontaktovat své agenty, pokračuje ve svém tahu. V případě, že nesprávně označí slovo patřící druhému týmu nebo náhodného kolemjdoucího, tah končí a pokračuje druhý tým. V případě, že hádající označí slovo reprezentující nájemného vraha, hra okamžitě končí a tým, který na vraha ukázal, prohrál.
Vyhrává ten tým, který jako první dokáže označit všechny své agenty.

## Vývoj hry
Zatímco některé hry jsou ve vývoji dlouhé měsíce i roky, základní koncept Krycích jmen jejich designéra Vlaadu Chvátila napadl během jednoho večera na deskoherní akci začátkem roku 2015. Druhý den ráno proto napsal na papírky několik slov a hru představil svým kolegům. Základní koncept se od tohoto prototypu téměř neliší. Největší změnou bylo patrně přidání karty nájemného vraha. 
Následný vývoj hry zabral několik dalších měsíců. Největší výzvou bylo správný výběr slov na kartách. Bylo potřeba pečlivě volit slova, která mají více významů, vyvolávají zajímavé asociace, nejsou příliš obecná, a bylo by proto zábavné s nimi hrát.
Hotová hra měla premiéru ještě ten samý rok na největší americké deskoherní výstavě Gen Con 2015, kde se hra dočkala velkého ohlasu a kladného přijetí.

## Krycí jména ve vzdělávání
Hraní Krycích jmen pomáhá studentům lépe si zapamatovat slovní zásobu jazyka, který se učí.
V roce 2022 po napadení Ukrajiny Ruskem vznikla na podporu uprchlíků v Česku dvojjazyčná ukrajinsko-česká verze Krycích jmen. Vůbec poprvé tak byla v Krycích jménech slovní zásoba dvou jazyků. Hra byla připravena tak, aby pomohla s výukou druhého jazyka. Vydavatel hry Czech Games Edition ve spolupráci s českým distributorem Mindok a dalšími partnery distribuoval hru zcela zdarma do škol, dětských skupin, uprchlických center i mezi rodiny, které ukrajinským uprchlíkům pomáhají.

## Další verze hry

### Krycí jména: Obrázky
Verze hry, ve které byla slova nahrazena černobílými víceznačnými obrázky. Zároveň se také zmenšila mřížka (a tím počet karet na stole) z 5x5 na 5x4.

### Krycí jména: Duet
Krycí jména: Duet jsou speciálně upravenou verzí hry pro dva hráče (hru nicméně lze hrát i ve větším počtu). Hlavním rozdílem je, že hráči hrají kooperativně (všichni společně). V této verzi je karta klíče (která určuje identitu karet na stole) oboustranná. Každý z hráčů tak zná jen část agentů, které je potřeba kontaktovat. Hráči se v napovídání střídají.

### Krycí jména XXL
Varianty XXL (v češtině vyšla pouze základní verze, v zahraničí existuje i XXL varianta Obrázků a Duetu) představují po herní stránce stejnou hru (včetně slov na kartách). Komponenty jsou ale výrazně větší. Krycí jména XXL tak najdou uplatnění například při hře ve větším počtu hráčů, aby každý dobře viděl na stůl.

### Krycí jména: Disney
V této verzi najdete 100 oboustranných karet obsahujících z jedné strany obrázky a ze druhé slova z oblíbených filmů a seriálů společností Disney a Pixar. Hra zároveň obsahuje dvě sady karet klíčů - standardní a zjednodušenou. Zjednodušená hra je vhodná pro mladší děti – neobsahuje vraha a mřížka má velikost jen 4x4 karty.

### Codenames: The Simpsons
Pravidla Codenames: The Simpsons zůstávají stejná jako při klasické hře. Tato verze ale obsahuje karty s obrázky z populárního seriálu na jedné straně a se jmény a dalšími slovy ze Simpsonů na straně druhé. Hra vyšla pouze anglicky.

### Codenames: Marvel
Stejně jako v případě Simpsonů jde o variaci na základní verzi Krycích jmen, ale tentokráte s obrázky a slovní zásobou ze světa Marvelu. Obrázky jsou použity z komiksů, nikoli filmů. I tato verze vyšla pouze anglicky.

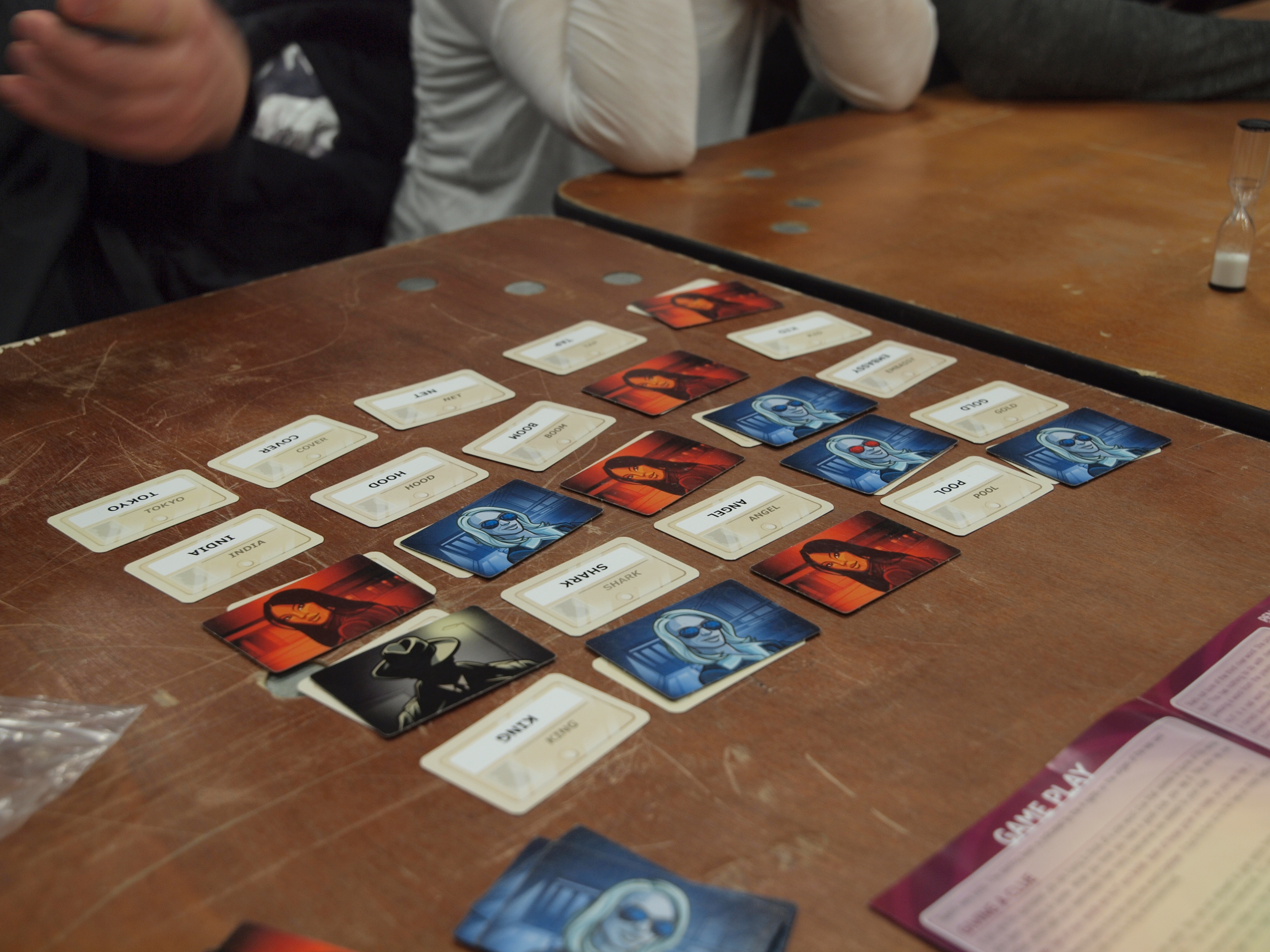
Jeden z možných konců hry – jedna ze stran našla vraha (černá karta) a prohrává

### Codenames: Harry Potter
Codenames: Harry Potter jsou variací na Krycí jména: Duet. Hra obsahuje slova a obrázky ze světa Harryho Pottera, konkrétně z filmového zpracování. Hra je k dispozici pouze v angličtině.

### Codenames: Blizzard
Tato verze hry obsahuje obrázky a slova z populárních her společnosti Blizzard. Vznikla na přání samotného Blizzardu v limitované edici jako speciální vánoční dárek zaměstnancům Blizzardu. Produkci hry mělo na starost samotné vydavatelství Czech Games Edition, hra se ale nikdy neobjevila v prodeji.

## Codenames Online
Oficiální webová verze Krycích jmen vznikla jako reakce na pandemii koronaviru. Během lockdownů nebylo možné se scházet a hrát ve větším počtu hráčů. Proto vydavatelství Czech Games Edition připravovalo webovou adaptaci Krycích jmen a Krycích jmen: Duet a hru v roce 2020 poskytlo hráčům zcela zdarma. Hra se stala velmi brzy po svém vydáním velkým hitem a dnes má přes 1 250 000 aktivních hráčů každý měsíc.
Codenames Online se staly populární mezi streamy na platformách Youtube  i Twitch. Záznamy z hraní mají na Youtube přes 35 000 000 zhlédnutí a na Twitchi bylo odvysíláno již více než 9 000 000 hodin živého hraní.

## Mobilní verze
Vývojáři z Czech Games Edition pracují v současnosti na oficiální adaptaci hry na mobilní telefony a tablety. Mobilní verze Krycích jmen je ve vývoji několik let a její vydání v češtině bylo ohlášeno na listopad 2022. Vydání anglické verze je naplánováno na polovinu roku 2023. 

## Ocenění a nominace
| Rok  | Hra                  | Ocenění                                 | Kategorie                  | Výsledek |
| ---- | -------------------- | --------------------------------------- | -------------------------- | -------- |
| 2015 | Krycí jména          | Dice Tower Awards                       | Nejlepší rodinná hra roku  | Vítěz    |
| 2015 | Krycí jména          | Dice Tower Awards                       | Nejlepší párty hra roku    | Vítěz    |
| 2015 | Krycí jména          | Golden Geek                             | Nejlepší rodinná hra roku  | Vítěz    |
| 2015 | Krycí jména          | Golden Geek                             | Nejlepší párty hra roku    | Vítěz    |
| 2015 | Krycí jména          | Golden Geek                             | Nejlepší hra roku          | 2. místo |
| 2015 | Krycí jména          | Origin Awards                           | Nejlepší hra roku          | Vítěz    |
| 2016 | Krycí jména: Obrázky | Golden Geek                             | Nejlepší rodinná hra roku  | Vítěz    |
| 2016 | Krycí jména: Obrázky | Golden Geek                             | Nejlepší párty hra roku    | Vítěz    |
| 2016 | Krycí jména          | Deutcher Spielpreis                     |                            | 2. místo |
| 2016 | Krycí jména          | Gouden Ludo                             | Nejlepší rodinná hra       | Vítěz    |
| 2016 | Krycí jména          | Hra roku                                |                            | Vítěz    |
| 2016 | Krycí jména          | Hvězda Hrajeme.cz                       |                            | Vítěz    |
| 2016 | Krycí jména          | Mensa Be Games Awards                   | Nejlepší hra roku          | Vítěz    |
| 2016 | Krycí jména          | Planszova Gra Roku                      | Nejlepší hra roku          | Vítěz    |
| 2016 | Krycí jména          | Spiele Hit mit Freunden                 |                            | Vítěz    |
| 2016 | Krycí jména          | Spiel des Jahres                        |                            | Vítěz    |
| 2016 | Krycí jména          | UK Games Expo Awards                    | Nejlepší párty hra         | Vítěz    |
| 2017 | Krycí jména: Duet    | Golden Geek                             | Nejlepší hra pro dva hráče | Vítěz    |
| 2018 | Krycí jména: Duet    | International Gamers Award              | Nejlepší hra pro dva hráče | Vítěz    |
| 2018 | Krycí jména: Duet    | Origins Awards                          | Nejlepší rodinná hra       | Nominace |
| 2018 | Krycí jména: Obrázky | Hungarian Board Game Award              | Special Prize              | Vítěz    |
| 2019 | Krycí jména:Duet     | GEEKS d'OURO                            | Nejlepší rodinná/párty hra | Vítěz    |
| 2020 | Codenames Online     | Golden Geek                             | Best Board Game App        | Nominace |
| 2021 | Krycí jména: Disney  | 5 Seasons Best International Party&Coop |                            | Nominace |